# Джихадистская группировка Роли
Джихадистская группировка Роли — семь мужчин, арестованных 27 июля 2009 года недалеко от Роли, Северная Каролина, по обвинению в участии в заговоре с целью совершения «жестокого джихада». Восьмой обвиняемый, предположительно находящийся в Пакистане, не был арестован. Дэниел Бойд был подозреваемым главарём, которому вместе с Хайсеном Шерифи также были предъявлены обвинения в сговоре с целью нападения на войска на базе морской пехоты США в Куантико, штат Вирджиния.

## История
Аресты были произведены 27 июля 2009 года. Мужчин обвинили в заговоре с целью ведения «жестокого джихада» за пределами США. Предполагаемый лидер группы Дэниел Патрик Бойд был обвинён в вербовке семи человек, в том числе двух его сыновей, для участия в заговоре «с целью продвижения насильственного джихада, включая поддержку и участие в террористической деятельности за рубежом и совершение актов убийства, похищение или нанесение увечий лицам за границей». Согласно обвинительному заключению, члены группировки практиковали военную тактику и применение оружия в сельской местности Северной Каролины, а также ездили в Газу, Израиль, Иорданию и Косово в надежде «участвовать в насильственном джихаде».

## Подсудимые
Всем подсудимым предъявлено по одному пункту обвинения в сговоре с целью предоставления ресурсов террористам и в сговоре с целью убийства, похищения людей и причинения им увечий за границей.
- Дэниел Патрик Бойд, 39 лет, гражданин США. Предполагаемый лидер группы, обвиняемый в вербовке семерых мужчин. Живёт в Уиллоу-Спринг[англ.] со своей женой, тремя сыновьями, дочерью и невесткой. Также обвиняется в продаже оружия преступнику. Дата выхода Бойда на свободу запланирована на 1 апреля 2025 года.
- Дилан (он же Мохаммад) Бойд, 22 года, старший сын Дэниела Бойда. Живёт в Уиллоу-Спринг с женой и родителями. Также обвиняется в продаже оружия преступнику[5]. Дата выхода Дилана Бойда на свободу запланирована на 15 июля 2016 года.
- Закария Бойд, 20 лет, второй старший сын Дэниела Бойда. Живёт с родителями в Уиллоу-Спринг. Ездил с отцом в Израиль в 2007 году, но ему было отказано во въезде[5]. Дата выхода З. Бойда на свободу запланирована на 30 мая 2017 года.
- Анес Субашич, 33 года, боснийский беженец и натурализованный гражданин США. Проживает в Холли-Спрингс[англ.], Северная Каролина, со своим отцом. Побывал на снайперском тренировочном лагере в Лас-Вегасе[6]. Дата выхода Субашича на свободу запланирована на 8 октября 2035 года.
- Мохаммад Омар Али Хассан, 22 года, гражданин США. Путешествовал с Зиядом Яги в Израиль в апреле 2007 года, но ему было отказано во въезде в международный аэропорт Бен-Гуриона[5]. Дата выхода Хасана запланирована на 21 августа 2022 года.
- Зияд «Джимми» Яги, 21 год, натурализованный гражданин США. Ездил в Иорданию в 2006 году. Путешествовал с Мохаммадом Омаром Али Хассаном в Израиль в апреле 2007 года, но ему было отказано во въезде в международный аэропорт Бен-Гуриона[5]. Его дата выхода на свободу запланирована на 26 февраля 2037 года[7].
- Хайсен Шерифи, 24 года, единственный негражданин США, уроженец Косово и законный постоянный житель США. Этнический албанец, родился в Гнилане, Социалистическая Федеративная Республика Югославия[8]. Вылетел в Косово 30 июля 2008 года, где пробыл семь месяцев[5]. Дата выхода Шерифи запланирована на 19 октября 2048 года.
- Джуд Кенан Мохаммад, 20 лет, гражданин США. Побывал в Пакистане в октябре 2008 года, где был арестован пакистанскими властями и обвинён в попытке нелегального въезда в племенной район вдоль пакистано-афганской границы. Погиб в результате удара беспилотника в Пакистане в ноябре 2011 года[5][9][10].

На слушаниях по их содержанию под стражей мировой судья США Уильям Уэбб постановил, что все они должны содержаться под стражей без залога до суда.